# Japorã
Japorã là một đô thị thuộc bang Mato Grosso do Sul, Brasil. Đô thị này có diện tích 419,804 km², dân số năm 2007 là 7362 người, mật độ 17,54 người/km².